# L'Hemisfèric

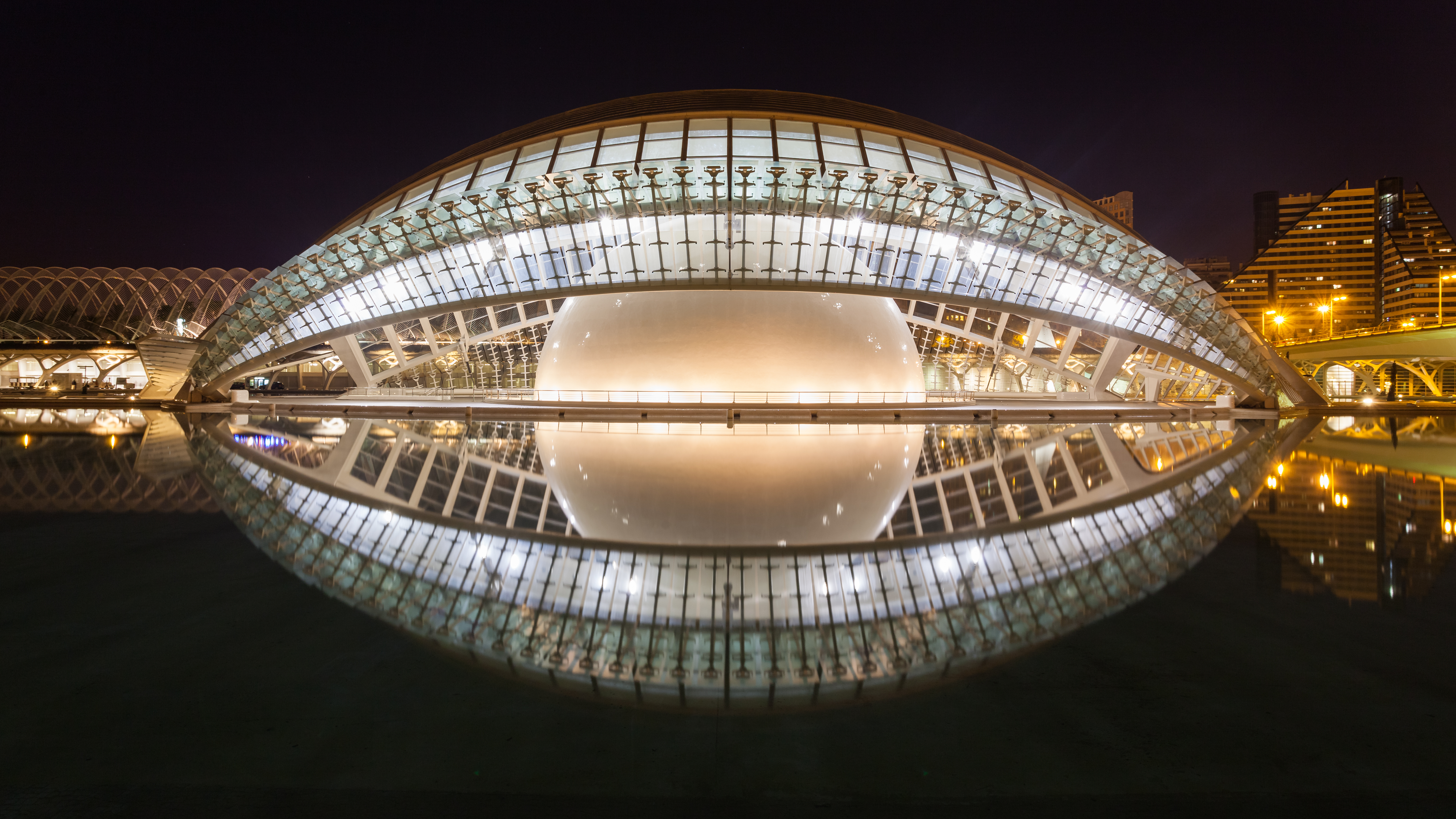
Vista frontal nocturna del L'Hemisferic, Ciudad de las Artes y las Ciencias de Valencia.

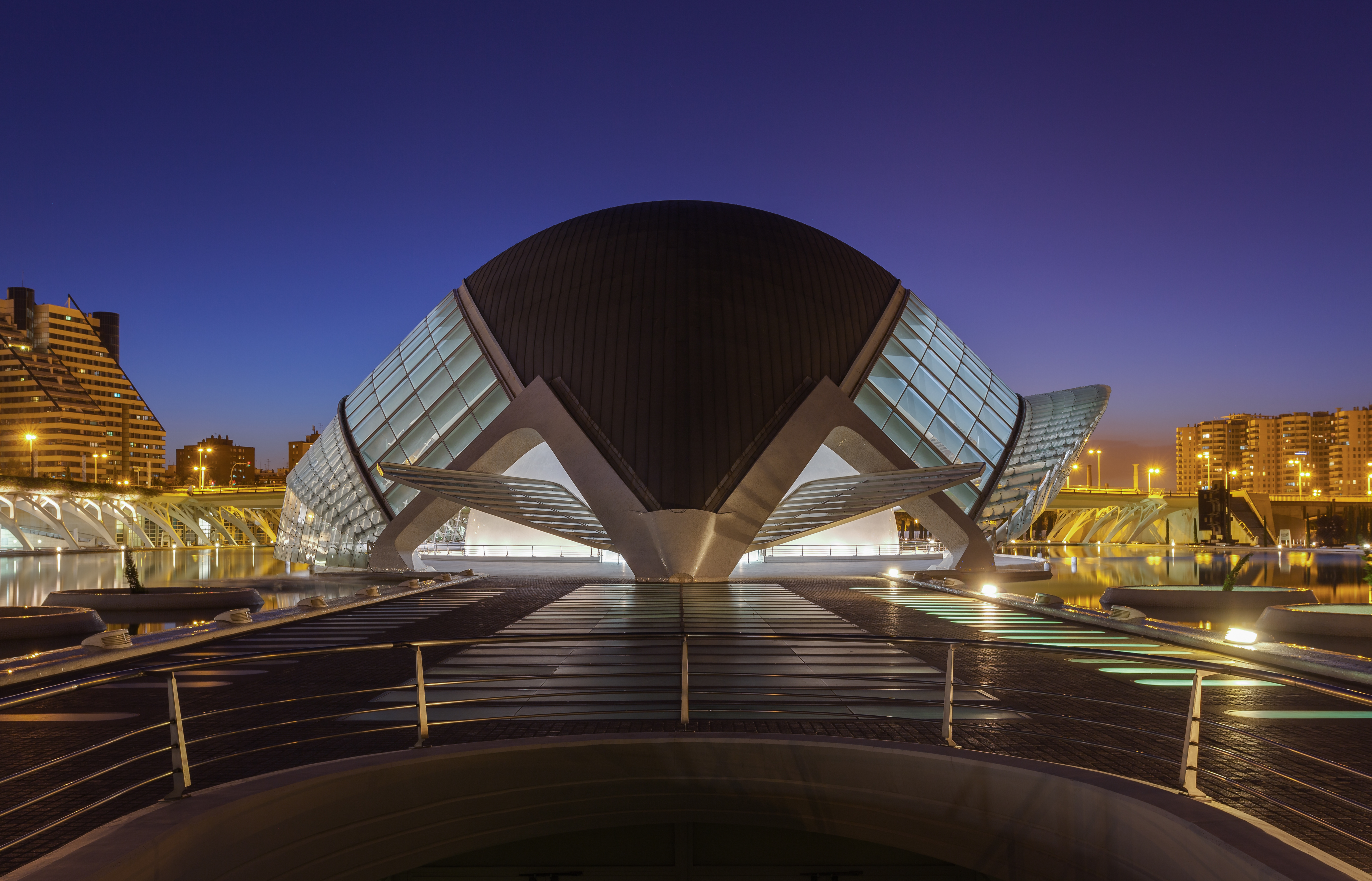
Vista nocturna lateral.

L'Hemisfèric (en castellano, El Hemisférico) fue el primer edificio abierto al público de la Ciudad de las Artes y las Ciencias de Valencia (España) el 16 de abril de 1998. Es un edificio neofuturista diseñado por Santiago Calatrava con analogía de un ojo, que en su interior alberga una gran sala con una pantalla cóncava de 900 m² y 24,4 m de diámetro.
La programación ofrece temas de ciencia y tecnología y cambia periódicamente. Dispone de una superficie aproximada de 143 000 m². Es la sala más grande de España que alberga tres sistemas de proyección en una pantalla cóncava de 900 metros cuadrados:
- Cine en gran formato, IMAX Dome.
- Cine digital 3D. Medidas de la pantalla 3D, rectángulo de aproximadamente 16x8 metros.
- Proyecciones digitales. Representaciones astronómicas y espectáculos de entretenimiento.

Es un edificio espectacular diseñado por Santiago Calatrava, que cuenta con una cubierta ovoide de más de 100 metros de longitud, que alberga en su interior la gran esfera que constituye la sala de proyecciones.
Está ubicado concretamente sobre un estanque de agua de 24.000 m2. La esfera es la sala de proyecciones, que tiene una capacidad de 300 personas.  La altura del edificio es de 26 metros.